# Campeonato Europeu de Voleibol Masculino Sub-20 de 2024
O Campeonato Europeu de Voleibol Masculino Sub-20 de 2024 foi a 29.ª edição deste torneio organizado pela Confederação Europeia de Voleibol (CEV). O torneio ocorreu de 26 de agosto a 7 de setembro, nas cidades de Arta, na Grécia, e Vrnjačka Banja, na Sérvia.
A seleção da França conquistou seu segundo título ao vencer na final a seleção da Bulgária por 3 sets a 1. O levantador francês Amir Tizi-Oualou foi eleito o melhor jogador da competição.

## Equipes participantes
Dezesseis seleções se qualificaram para o torneio.
| Qualificação                    | Qualificação                | Equipes   |
| ------------------------------- | --------------------------- | --------- |
| Países-sede                     | Países-sede                 | Grécia    |
| Países-sede                     | Países-sede                 | Sérvia    |
| 1ª rodada de qualificação zonal | BVA                         | Bulgária  |
| 1ª rodada de qualificação zonal | EEVZA                       | Polônia   |
| 1ª rodada de qualificação zonal | MEVZA                       | Eslovênia |
| 1ª rodada de qualificação zonal | NEVZA                       | Finlândia |
| 1ª rodada de qualificação zonal | WEVZA                       | França    |
| 1ª rodada de qualificação zonal | SCA                         | Escócia   |
| 2ª rodada de qualificação       | Pool A                      | Turquia   |
| 2ª rodada de qualificação       | Pool B                      | Letônia   |
| 2ª rodada de qualificação       | Pool C                      | Ucrânia   |
| 2ª rodada de qualificação       | Pool D                      | Áustria   |
| 2ª rodada de qualificação       | Pool E                      | Israel    |
| 2ª rodada de qualificação       | Melhores segundos colocados | Chéquia   |
| 2ª rodada de qualificação       | Melhores segundos colocados | Itália    |
| 2ª rodada de qualificação       | Melhores segundos colocados | Espanha   |

## Formato da disputa
As dezesseis equipes foram divididas em dois grupos de oito equipes cada. As partidas seguiram o sistema de pontos corridos, e as duas melhores equipes de cada grupo avançaram para as semifinais.

### Critérios de desempate
1. Número de vitórias
2. Número de pontos
3. Razão dos sets
4. Razão dos pontos
5. Resultado da última partida entre os times empatados

Partidas terminadas em 3–0 ou 3–1: 3 pontos para o vencedor, 0 pontos para o perdedor;

Partidas terminadas em 3–2: 2 pontos para o vencedor, 1 ponto para o perdedor.

## Sorteio dos grupos
O sorteio dos grupos ocorreu no dia 11 de abril de 2024, em Luxemburgo.
| Grupo I                | Grupo II     |
| Vrnjačka Banja, Sérvia | Arta, Grécia |
| ---------------------- | ------------ |
| Áustria                | Bulgária     |
| Finlândia              | Grécia       |
| França                 | Israel       |
| Letônia                | Itália       |
| Polônia                | Chéquia      |
| Sérvia                 | Escócia      |
| Turquia                | Eslovênia    |
| Ucrânia                | Espanha      |

## Locais das partidas
| Grupo I e fase final      | Grupo II               |
| Vrnjačka Banja, Sérvia    | Arta, Grécia           |
| ------------------------- | ---------------------- |
| Sportska Hala Vlade Divac | Hall T9 Kostakioi ARTA |
|                           |                        |
| Capacidade: 1 300         | Capacidade: 1 200      |

## Fase de grupos
- Todas as partidas seguem o horário local.

|  | Classificado para a fase final |

### Grupo I
|     |           |     | Jogos | Jogos | Jogos | Resultados | Resultados | Resultados | Resultados | Resultados | Resultados | Sets | Sets | Sets   | Pontos | Pontos | Pontos |
| Pos | Equipe    | Pts | T     | V     | D     | 3–0        | 3–1        | 3–2        | 2–3        | 1–3        | 0–3        | V    | P    | R      | V      | P      | R      |
| --- | --------- | --- | ----- | ----- | ----- | ---------- | ---------- | ---------- | ---------- | ---------- | ---------- | ---- | ---- | ------ | ------ | ------ | ------ |
| 1   | França    | 21  | 7     | 7     | 0     | 6          | 1          | 0          | 0          | 0          | 0          | 21   | 1    | 21,000 | 551    | 413    | 1.334  |
| 2   | Ucrânia   | 15  | 7     | 5     | 2     | 3          | 2          | 0          | 0          | 0          | 2          | 15   | 8    | 1.875  | 540    | 507    | 1.065  |
| 3   | Turquia   | 14  | 7     | 5     | 2     | 3          | 1          | 1          | 0          | 0          | 2          | 15   | 9    | 1.667  | 559    | 522    | 1.071  |
| 4   | Polônia   | 11  | 7     | 4     | 3     | 3          | 0          | 1          | 0          | 2          | 1          | 14   | 11   | 1.273  | 571    | 554    | 1.031  |
| 5   | Sérvia    | 10  | 7     | 3     | 4     | 2          | 1          | 0          | 1          | 1          | 2          | 12   | 13   | 0.923  | 554    | 565    | 0.981  |
| 6   | Finlândia | 7   | 7     | 2     | 5     | 0          | 2          | 0          | 1          | 0          | 4          | 8    | 17   | 0.471  | 536    | 591    | 0.907  |
| 7   | Letônia   | 6   | 7     | 2     | 5     | 2          | 0          | 0          | 0          | 2          | 3          | 8    | 15   | 0.533  | 486    | 548    | 0.887  |
| 8   | Áustria   | 0   | 7     | 0     | 7     | 0          | 0          | 0          | 0          | 2          | 5          | 2    | 21   | 0.095  | 473    | 570    | 0.830  |

| Data   | Hora  |           | Placar |           | Set 1 | Set 2 | Set 3 | Set 4 | Set 5 | Total   | Relatório |
| ------ | ----- | --------- | ------ | --------- | ----- | ----- | ----- | ----- | ----- | ------- | --------- |
| 27 ago | 12:00 | Turquia   | 3–1    | Polônia   | 26–24 | 21–25 | 25–19 | 25–21 |       | 97–89   | Relatório |
| 27 ago | 14:30 | Áustria   | 1–3    | Finlândia | 25–27 | 16–25 | 25–16 | 21–25 |       | 87–93   | Relatório |
| 27 ago | 17:30 | Letônia   | 1–3    | Sérvia    | 25–22 | 16–25 | 18–25 | 16–25 |       | 75–97   | Relatório |
| 27 ago | 20:00 | Ucrânia   | 0–3    | França    | 21–25 | 16–25 | 16–25 |       |       | 53–75   | Relatório |
| 28 ago | 12:00 | Letônia   | 3–0    | Finlândia | 25–20 | 25–19 | 25–22 |       |       | 75–61   | Relatório |
| 28 ago | 14:30 | Turquia   | 0–3    | Ucrânia   | 24–26 | 19–25 | 21–25 |       |       | 64–76   | Relatório |
| 28 ago | 17:30 | Sérvia    | 0–3    | França    | 20–25 | 17–25 | 16–25 |       |       | 53–75   | Relatório |
| 28 ago | 20:00 | Polônia   | 3–0    | Áustria   | 25–14 | 25–17 | 25–18 |       |       | 75–49   | Relatório |
| 29 ago | 12:00 | Finlândia | 0–3    | França    | 14–25 | 21–25 | 21–25 |       |       | 56–75   | Relatório |
| 29 ago | 14:30 | Ucrânia   | 3–1    | Polônia   | 25–17 | 28–26 | 21–25 | 25–20 |       | 99–88   | Relatório |
| 29 ago | 17:30 | Áustria   | 0–3    | Sérvia    | 22–25 | 23–25 | 23–25 |       |       | 68–75   | Relatório |
| 29 ago | 20:00 | Letônia   | 0–3    | Turquia   | 18–25 | 22–25 | 16–25 |       |       | 56–75   | Relatório |
| 31 ago | 12:00 | França    | 3–0    | Áustria   | 25–18 | 25–21 | 25–13 |       |       | 75–52   | Relatório |
| 31 ago | 14:30 | Turquia   | 3–2    | Finlândia | 24–26 | 19–25 | 25–23 | 25–19 | 15–12 | 108–105 | Relatório |
| 31 ago | 17:30 | Sérvia    | 3–0    | Ucrânia   | 25–20 | 25–23 | 25–19 |       |       | 75–62   | Relatório |
| 31 ago | 20:00 | Polônia   | 3–0    | Letônia   | 25–14 | 25–19 | 25–19 |       |       | 75–52   | Relatório |
| 1 set  | 12:00 | Ucrânia   | 3–0    | Finlândia | 25–21 | 26–24 | 25–21 |       |       | 76–66   | Relatório |
| 1 set  | 14:30 | Letônia   | 3–0    | Áustria   | 25–17 | 25–23 | 27–25 |       |       | 77–65   | Relatório |
| 1 set  | 17:30 | Polônia   | 3–2    | Sérvia    | 25–27 | 23–25 | 25–21 | 25–22 | 15–10 | 113–105 | Relatório |
| 1 set  | 20:00 | Turquia   | 0–3    | França    | 17–25 | 21–25 | 26–28 |       |       | 64–78   | Relatório |
| 3 set  | 12:00 | Ucrânia   | 3–0    | Letônia   | 25–16 | 25–23 | 26–24 |       |       | 76–63   | Relatório |
| 3 set  | 14:30 | França    | 3–0    | Polônia   | 25–19 | 25–18 | 25–17 |       |       | 75–54   | Relatório |
| 3 set  | 17:30 | Finlândia | 3–1    | Sérvia    | 29–27 | 18–25 | 25–22 | 25–21 |       | 97–95   | Relatório |
| 3 set  | 20:00 | Áustria   | 0–3    | Turquia   | 24–26 | 18–25 | 22–25 |       |       | 64–76   | Relatório |
| 4 set  | 12:00 | Finlândia | 0–3    | Polônia   | 20–25 | 18–25 | 20–25 |       |       | 58–75   | Relatório |
| 4 set  | 14:30 | França    | 3–1    | Letônia   | 23–25 | 25–16 | 25–21 | 25–19 |       | 98–81   | Relatório |
| 4 set  | 17:30 | Sérvia    | 0–3    | Turquia   | 18–25 | 20–25 | 16–25 |       |       | 54–75   | Relatório |
| 4 set  | 20:00 | Áustria   | 1–3    | Ucrânia   | 23–25 | 18–25 | 26–24 | 21–25 |       | 88–99   | Relatório |

### Grupo II
|     |           |     | Jogos | Jogos | Jogos | Resultados | Resultados | Resultados | Resultados | Resultados | Resultados | Sets | Sets | Sets  | Pontos | Pontos | Pontos |
| Pos | Equipe    | Pts | T     | V     | D     | 3–0        | 3–1        | 3–2        | 2–3        | 1–3        | 0–3        | V    | P    | R     | V      | P      | R      |
| --- | --------- | --- | ----- | ----- | ----- | ---------- | ---------- | ---------- | ---------- | ---------- | ---------- | ---- | ---- | ----- | ------ | ------ | ------ |
| 1   | Bulgária  | 18  | 7     | 6     | 1     | 6          | 0          | 0          | 0          | 1          | 0          | 19   | 3    | 6.333 | 543    | 438    | 1.240  |
| 2   | Chéquia   | 17  | 7     | 6     | 1     | 2          | 3          | 1          | 0          | 0          | 1          | 18   | 8    | 2.250 | 613    | 519    | 1.181  |
| 3   | Itália    | 15  | 7     | 5     | 2     | 4          | 1          | 0          | 0          | 1          | 1          | 16   | 7    | 2.286 | 539    | 469    | 1.149  |
| 4   | Israel    | 15  | 7     | 5     | 2     | 4          | 1          | 0          | 0          | 1          | 1          | 16   | 7    | 2.286 | 537    | 486    | 1.105  |
| 5   | Eslovênia | 8   | 7     | 3     | 4     | 2          | 0          | 1          | 0          | 1          | 3          | 10   | 14   | 0.714 | 526    | 519    | 1.013  |
| 6   | Grécia    | 5   | 7     | 2     | 5     | 1          | 0          | 1          | 0          | 0          | 5          | 6    | 17   | 0.353 | 463    | 523    | 0.885  |
| 7   | Espanha   | 6   | 7     | 1     | 6     | 1          | 0          | 0          | 3          | 1          | 2          | 10   | 18   | 0.556 | 577    | 595    | 0.970  |
| 8   | Escócia   | 0   | 7     | 0     | 7     | 0          | 0          | 0          | 0          | 0          | 7          | 0    | 21   | 0,000 | 276    | 525    | 0.526  |

| Data   | Hora  |           | Placar |           | Set 1 | Set 2 | Set 3 | Set 4 | Set 5 | Total   | Relatório |
| ------ | ----- | --------- | ------ | --------- | ----- | ----- | ----- | ----- | ----- | ------- | --------- |
| 26 ago | 12:00 | Eslovênia | 0–3    | Bulgária  | 20–25 | 22–25 | 23–25 |       |       | 65–75   | Relatório |
| 26 ago | 14:30 | Israel    | 3–0    | Itália    | 25–18 | 25–21 | 25–23 |       |       | 75–62   | Relatório |
| 26 ago | 17:30 | Espanha   | 2–3    | Chéquia   | 25–23 | 18–25 | 25–22 | 23–25 | 12–15 | 103–110 | Relatório |
| 26 ago | 20:00 | Grécia    | 3–0    | Escócia   | 25–16 | 25–13 | 25–14 |       |       | 75–43   | Relatório |
| 27 ago | 12:00 | Itália    | 3–0    | Espanha   | 25–23 | 25–15 | 25–20 |       |       | 75–58   | Relatório |
| 27 ago | 14:30 | Escócia   | 0–3    | Bulgária  | 13–25 | 11–25 | 20–25 |       |       | 44–75   | Relatório |
| 27 ago | 17:30 | Chéquia   | 3–1    | Eslovênia | 17–25 | 25–16 | 26–24 | 25–16 |       | 93–81   | Relatório |
| 27 ago | 20:00 | Grécia    | 0–3    | Israel    | 17–25 | 23–25 | 16–25 |       |       | 56–75   | Relatório |
| 28 ago | 12:00 | Bulgária  | 3–0    | Chéquia   | 25–19 | 30–28 | 25–21 |       |       | 80–68   | Relatório |
| 28 ago | 14:30 | Israel    | 3–0    | Escócia   | 25–14 | 25–21 | 25–13 |       |       | 75–48   | Relatório |
| 28 ago | 17:30 | Eslovênia | 0–3    | Itália    | 23–25 | 18–25 | 19–25 |       |       | 60–75   | Relatório |
| 28 ago | 20:00 | Espanha   | 2–3    | Grécia    | 25–18 | 21–25 | 25–21 | 25–21 | 15–8  | 111–93  | Relatório |
| 30 ago | 12:00 | Escócia   | 0–3    | Chéquia   | 8–25  | 11–25 | 14–25 |       |       | 33–75   | Relatório |
| 30 ago | 14:30 | Israel    | 3–1    | Espanha   | 25–23 | 17–25 | 25–21 | 25–18 |       | 92–87   | Relatório |
| 30 ago | 17:30 | Itália    | 3–1    | Bulgária  | 15–25 | 25–21 | 25–20 | 25–21 |       | 90–87   | Relatório |
| 30 ago | 20:00 | Grécia    | 0–3    | Eslovênia | 23–25 | 22–25 | 17–25 |       |       | 62–75   | Relatório |
| 31 ago | 12:00 | Espanha   | 3–0    | Escócia   | 25–7  | 25–12 | 25–13 |       |       | 75–32   | Relatório |
| 31 ago | 14:30 | Eslovênia | 0–3    | Israel    | 21–25 | 23–25 | 19–25 |       |       | 63–75   | Relatório |
| 31 ago | 17:30 | Chéquia   | 3–1    | Itália    | 22–25 | 25–19 | 25–22 | 25–16 |       | 97–82   | Relatório |
| 31 ago | 20:00 | Bulgária  | 3–0    | Grécia    | 25–16 | 25–13 | 25–20 |       |       | 75–49   | Relatório |
| 2 set  | 12:00 | Espanha   | 2–3    | Eslovênia | 15–25 | 22–25 | 25–22 | 25–20 | 11–15 | 98–107  | Relatório |
| 2 set  | 14:30 | Escócia   | 0–3    | Itália    | 11–25 | 9–25  | 16–25 |       |       | 36–75   | Relatório |
| 2 set  | 17:30 | Israel    | 0–3    | Bulgária  | 24–26 | 19–25 | 23–25 |       |       | 66–76   | Relatório |
| 2 set  | 20:00 | Grécia    | 0–3    | Chéquia   | 18–25 | 21–25 | 22–25 |       |       | 61–75   | Relatório |
| 3 set  | 12:00 | Eslovênia | 3–0    | Escócia   | 25–17 | 25–14 | 25–10 |       |       | 75–41   | Relatório |
| 3 set  | 14:30 | Chéquia   | 3–1    | Israel    | 25–21 | 25–15 | 20–25 | 25–18 |       | 95–79   | Relatório |
| 3 set  | 17:30 | Bulgária  | 3–0    | Espanha   | 25–18 | 25–17 | 25–21 |       |       | 75–56   | Relatório |
| 3 set  | 20:00 | Itália    | 3–0    | Grécia    | 25–15 | 30–28 | 25–13 |       |       | 80–56   | Relatório |

## Fase final
|  | Semifinais    | Semifinais |                |   | Final | Final |
|  |               |            |                |   |       |       |
|  | 6 de setembro |            |                |   |       |       |
|  |               |            |                |   |       |       |
|  | França        | 3          |                |   |       |       |
|  | França        | 3          | 7 de setembro  |   |       |       |
|  | Chéquia       | 0          |                |   |       |       |
|  | Chéquia       | 0          | França         | 3 |       |       |
|  | 6 de setembro |            | França         | 3 |       |       |
|  |               | Bulgária   | 1              |   |       |       |
|  | Bulgária      | Bulgária   | 1              | 3 |       |       |
|  | Bulgária      |            |                | 3 |       |       |
|  | Ucrânia       | 0          |                |   |       |       |
|  | Ucrânia       | 0          | Terceiro lugar |   |       |       |
|  |               |            |                |   |       |       |
|  | 7 de setembro |            |                |   |       |       |
|  |               |            |                |   |       |       |
|  | Chéquia       | 3          |                |   |       |       |
|  | Chéquia       | 3          |                |   |       |       |
|  | Ucrânia       | 1          |                |   |       |       |

- Todas as partidas seguem o horário local.

#### Semifinais
| Data  | Hora  |          | Placar |         | Set 1 | Set 2 | Set 3 | Set 4 | Set 5 | Total | Relatório |
| ----- | ----- | -------- | ------ | ------- | ----- | ----- | ----- | ----- | ----- | ----- | --------- |
| 6 set | 15:00 | França   | 3–0    | Chéquia | 26–24 | 25–12 | 25–16 |       |       | 76–52 | Relatório |
| 6 set | 18:00 | Bulgária | 3–0    | Ucrânia | 25–22 | 25–20 | 25–20 |       |       | 75–62 | Relatório |

#### Terceiro lugar
| Data  | Hora  |         | Placar |         | Set 1 | Set 2 | Set 3 | Set 4 | Set 5 | Total  | Relatório |
| ----- | ----- | ------- | ------ | ------- | ----- | ----- | ----- | ----- | ----- | ------ | --------- |
| 7 set | 15:00 | Chéquia | 3–1    | Ucrânia | 25–27 | 25–23 | 25–15 | 25–22 | –     | 100–87 | Relatório |

#### Final
| Data  | Hora  |        | Placar |          | Set 1 | Set 2 | Set 3 | Set 4 | Set 5 | Total  | Relatório |
| ----- | ----- | ------ | ------ | -------- | ----- | ----- | ----- | ----- | ----- | ------ | --------- |
| 7 set | 18:00 | França | 3–1    | Bulgária | 22–25 | 25–18 | 25–16 | 28–26 |       | 100–85 | Relatório |

## Classificação final
| Posição | Equipe    |
| ------- | --------- |
|         | França    |
|         | Bulgária  |
|         | Chéquia   |
| 4       | Ucrânia   |
| 5       | Itália    |
| 6       | Turquia   |
| 7       | Israel    |
| 8       | Polônia   |
| 9       | Sérvia    |
| 10      | Eslovênia |
| 11      | Finlândia |
| 12      | Grécia    |
| 13      | Letônia   |
| 14      | Espanha   |
| 15      | Áustria   |
| 16      | Escócia   |

|  | Classificado para o Campeonato Mundial Sub-21 de 2025 |

| Campeonato Europeu Sub-20 de 2024 |
| --------------------------------- |
| França Campeã (2.º título)        |

| Elenco |
| --- |
| Joévin Wa-Bala, Noa Duflos-Rossi, Amir Tizi-Oualou, Mathis Henno, Bastien Scherer, Adrien Roure, Thomas Pujol, Enzo Lopez, Jules Duthoit, Yann Laurencé, Arthur Kleynjans, Arthur Loubeyre, Daniel Iyegbedeko, Haukea Maré |
| Técnico |
| Slimane Belmadi |

## Premiações individuais
Os atletas que se destacaram individualmente foramː
| - Most Valuable Player (MVP) Amir Tizi-Oualou - Melhor levantador Simeon Nikolov - Melhores ponteiros Adrien Roure Aleksandar Kandev | - Melhores centrais Yann Laurencé Stilian Delibosov - Melhor oposto Thomas Pujol - Melhor líbero Ales Tlaskal |